# محمد أحمد عبد الله
محمد أحمد عبد الله من مواليد 1953، هو طبيب وناشط حقوقي سوداني. له عضوية في فور كما أن أصوله تعود لجبل مرة في وسط دارفور. حسب بعض المصادر المحلية فإنّ محمد قاسى كثيرًا في طفولته وفي تعليمه حيث كان يتسغرقُ ثلاثة أيام للوصول إلى المدرسة المتوسطة فيما يتسغرقُ خمسة أيام للوصول إلى مدرسته الثانوية. حضر كلية الطب في جامعة الخرطوم وتخرجَ منها في عام 1976. بات أول طبيب في منطقة جبل المرة الفقيرة وعمل في وقت ما على تأسيس الشبكة الطبية التي نشطت في جميع أنحاء دارفور. وثقت الشبكة كل تقارير الاغتصاب وغيره من أشكال العنف. أصبح فيما بعد أستاذ الطب في جامعة الفاشر وحصل على منصب مدير مركز علاج وتأهيل ضحايا التعذيب في دارفور خلال الحرب الدائرة هناك.
شغلَ عبد الله منصب مندوب مفاوضات السلام بين 33 قبيلة في دارفور في عام 1989. في بداية أزمة دارفور في عام 2003؛ لعبَ مرة أخرى دور مندوب السلام في المنطقة. حصل عام 2007 على جائزة روبرت كينيدي لحقوق الإنسان الجائزة وذلك بسببٍ «جهوده الرامية إلى تصحيح المنطقة وتقليل خطر أزمة حقوق الإنسان من خلال خدمة ضحايا التعذيب وتوفير القيادة في الحركة من أجل السلام». حصل كذلك على قيمة الجائزة النقدية التي تبلغ 35,000 دولار هذا فضلا عن خمس سنوات من الشراكة منظمة أطباء من أجل حقوق الإنسان في الولايات المتحدة. قَبِلَ الجائزة وأكّد على رغبته في العمل ليس فقط كطبيب ولكن أيضا كحكيم حيث قال:
دور الحكيم ليس فقط علاج المرضى ولكن دوره يتمثل في حماية المجتمع... دوري في دارفور ليس فقط مارسة مهنة الطب يل يجب عليّ أن أعمل على حماية المجتمع ودعم حقوق الإنسان وحقوق شعب دارفور هذا فضلا عنِ االعمل من أجل السلام. انتقدَ عبد الله في عام 2009 سياسة الرئيس الأمريكي باراك أوباما تجاه السودان مشيرا إلى أنه على الرغم من أن الوضع في دارفور يزداد سوءا فإن حكومة الولايات المتحدة لا تزال تفتقر إلى «سياسة متماسكة» في المنطقة. ذكر أحمد كذلك أن النهج الإقليمي في مناطق أخرى بما في ذلك تشاد ومصر وليبيا وجمهورية أفريقيا الوسطى هو السبيل الوحيد لإيجاد حل طويل الأمد للأزمة المستمرة.